# Gabriele Mirabassi
Gabriele Mirabassi (Perugia, 16 settembre 1967) è un clarinettista italiano.

## Biografia

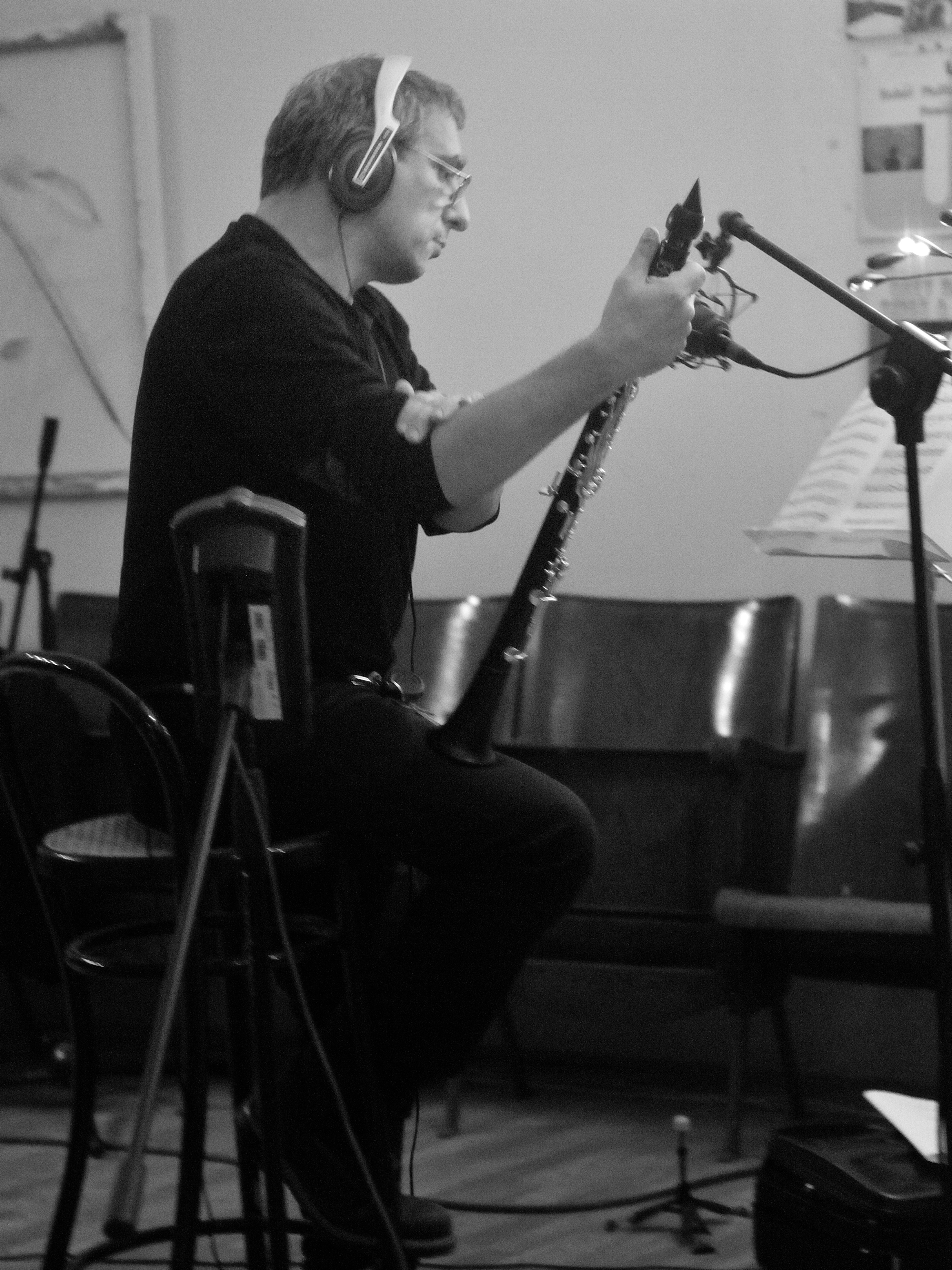
Gabriele Mirabassi in studio di registrazione nel febbraio 2015

Diplomato in clarinetto nel 1986 presso il Conservatorio "Morlacchi" di Perugia, è autore di musica jazz.
Nella sua carriera ha spaziato tra il jazz e la musica classica, collaborando con numerosi artisti come Richard Galliano, Enrico Pieranunzi, John Taylor, Steve Swallow, Stefano Bollani, Stefano Battaglia, Roberto Gatto, Rabih Abou-Khalil e Edmar Castañeda per quanto riguarda il Jazz. Nel campo della musica classica abbiamo John Cage, Mario Brunello, Andrea Lucchesini, Marco Rizzi, Oleksandr Semchuk, l'Orchestra Filarmonica Marchigiana, l'Istituzione Sinfonica Abruzzese, l'Orchestra d'Archi Italiana, la Banda Sinfonica do Estado de Sao Paoulo, l'Ensemble Conductus, Orchestra Bruno Maderna e molti altri. Inoltre ha collaborato anche in altri ambiti quali il teatro, la canzone d'autore e la danza insieme a Gianmaria Testa, Erri De Luca, Ivano Fossati, Sergio Cammariere, Mina, Giorgio Rossi, David Riondino e Marco Paolini.
Negli ultimi anni ha iniziato a svolgere una ricerca approfondita sulla musica strumentale popolare brasiliana e sudamericana in genere collaborando tra gli altri con Guinga, André Mehmari, Monica Salmaso, Sergio Assad, il Trio Madeira Brasil e l'Orquestra a Base de Sopro di Curitiba.
Ha formato un suo personale trio denominato Canto di ebano che è stato premiato con il Premio della Critica Arrigo Polillo come Miglior disco dell'anno TopJazz 2008.
Nel 2009 ha ricevuto una nomination come Best Jazz Act agli Italian Jazz Awards - Luca Flores.
Partecipa alla V edizione del festival Treviso Suona Jazz Festival, con un'esibizione in duo insieme al fisarmonicista Simone Zanchini alla Chiesa di San Gaetano il 24 maggio 2019.

## Discografia
- 1992 - Coloriage, con Richard Galliano (Egea)
- 1995 - Fiabe, con Stefano Battaglia (Egea)
- 1996 - Come una volta, con Battista Lena, Enzo Pietropaoli e Gianni Coscia (Egea)
- 1998 - Cambaluc, con Richard Galliano, Riccardo Tesi, Quartetto Namaste, Giovanni Mirabassi e altri (Egea)
- 1999 - Velho Retrato, con Sergio Assad (Egea)
- 2000 - Racconti Mediterranei, con Enrico Pieranunzi e Marc Johnson (Egea)
- 2002 - Latakia Blend, con Luciano Biondini e Michel Godard (Enja)
- 2004 - Graffiando Vento, con Guinga (Egea)
- 2005 - New Old Age, con John Taylor e Steve Swallow (Egea)
- 2008 - Canto di ebano, con Peo Alfonsi, Salvatore Maiore e Alfred Kramer (Egea)
- 2010 - Miramari, con André Mehmari (Egea)
- 2012 - Kira, con Pietro Ballestrero Ensemble (Velut luna)
- 2013 - A testa in giù, con l'Orquestra a base de sopro de Curitiba (Egea)
- 2015 - Amori Sospesi, con Nando Di Modugno e Pierluigi Balducci (Dodicilune)
- 2021 - Tabacco e Caffè, con Nando Di Modugno e Pierluigi Balducci (Dodicilune)
- 2022 - Girasoli, con Nando Di Modugno e Pierluigi Balducci (Foné JAZZ)